# Silvrettastraße
Die Silvrettastraße ist eine ehemalige Bundesstraße in Österreich. Sie ist heute in Tirol als Landesstraße Paznauntalstraße (B 188), in Vorarlberg Montafoner Straße (L 188) benannt.
Sie verläuft auf einer Länge von 63,6 km von Pians (B 171) im Tiroler Inntal über das Paznaun (Ischgl, Galtür), über die Bielerhöhe durch die Silvretta in das Montafon (Schruns) nach Bludenz (L 190) in Vorarlberg.
Die Silvretta-Hochalpenstraße verbindet Tirol mit Vorarlberg von Galtür bis Partenen und ist mautpflichtig. Die Bielerhöhe auf 2037 m ü. A. liegt etwa 300 Meter westlich der Landesgrenze zwischen Tirol und Vorarlberg. Die Straße ist eine beliebte Aussichtsstraße der Alpen und führt über mehrere Kehren an Stauseen vorbei. In den Wintermonaten und für Fahrzeuge mit Anhängern generell ist sie gesperrt.

## Geschichte
Der westliche Streckenabschnitt zwischen Bludenz und Schruns wurde durch das Landesgesetz vom 3. Februar 1873 zur Konkurrenzstraße erklärt. In der österreichischen Rechtssprache bezeichnet Konkurrenz die gemeinsame Finanzierung eines Projektes durch verschiedene Institutionen, von denen jede einen gesetzlich festgelegten Prozentsatz der Instandhaltungskosten übernimmt. In diesem Fall übernahm
- die Stadtgemeinde Bludenz 25 %
- die Gemeinde Schruns 22 %
- die Gemeinde Bartholomäberg 14 %
- die Gemeinde Tschagguns 11 %
- die Gemeinden Gaschurn und St. Gallenkirch jeweils 7 %
- die Gemeinden Silbertal und Vandans jeweils 3 %
- die Gemeinde St. Anton im Montafon 2 %

derjenigen Bau- und Unterhaltskosten, die nicht durch Mauteinnahmen gedeckt wurden.
Der anschließende Streckenabschnitt zwischen Schruns und Partenen wurde ab 1901 im Rahmen eines staatlichen Straßenbauprogramms ausgebaut. An den geplanten Baukosten in Höhe von 248.300 Gulden beteiligten sich
- das Kaiserreich Österreich mit 35 %
- das Land Vorarlberg mit 37 %
- die angrenzenden Gemeinden mit 28 %

Ab 1913 sollte auch der weiterführende Streckenabschnitt von Partenen bis zum Zeinisjoch ausgebaut werden, dessen Baukosten in Höhe von 132.000 Gulden zu 70 % aus dem Staatshaushalt, zu 25 % aus dem Landeshaushalt und zu 5 % von den angrenzenden Gemeinden finanziert werden sollten. 1925 wurde dann die Silvretta-Hochalpenstraße von den Vorarlberger Illwerken gebaut, vorerst als reine Bau- und Wartungsstraße der Kraftwerksgruppe im Vermunt (Silvrettasee/Vermuntsee/Vermuntwerk). Erst 1954 wurde die Baustraße für den öffentlichen Verkehr freigegeben und Silvretta-Hochalpenstraße genannt. Sie wurde 1961 auf ihrer gesamten Länge zweispurig ausgebaut.
Die Paznauntal Straße bis Galtür gehörte seit dem 1. Jänner 1950 zum Netz der Bundesstraßen in Österreich, der westliche Streckenabschnitt der Paznauntal Straße gehörte erst seit dem 1. September 1971 zum Netz der Bundesstraßen in Österreich. Am 15. Mai 2002 wurde der Name vom Tiroler Landtag in Silvrettastraße geändert, womit die Straße eine durchgehende Bezeichnung hatte.
Mit der Auflösung des Bundesstraßensystems wurden folgende Umbenennungen wirksam:
- Am 11. Oktober 2006 wurde der Name vom Tiroler Landtag zurück in Paznauntalstraße geändert.[7]
- Am 3. Mai 2007 wurde der Name von der Vorarlberger Landesregierung in Montafoner Straße geändert.[8]

Damit besteht der Straßenzug wieder aus drei Straßen.

## Abbildungen

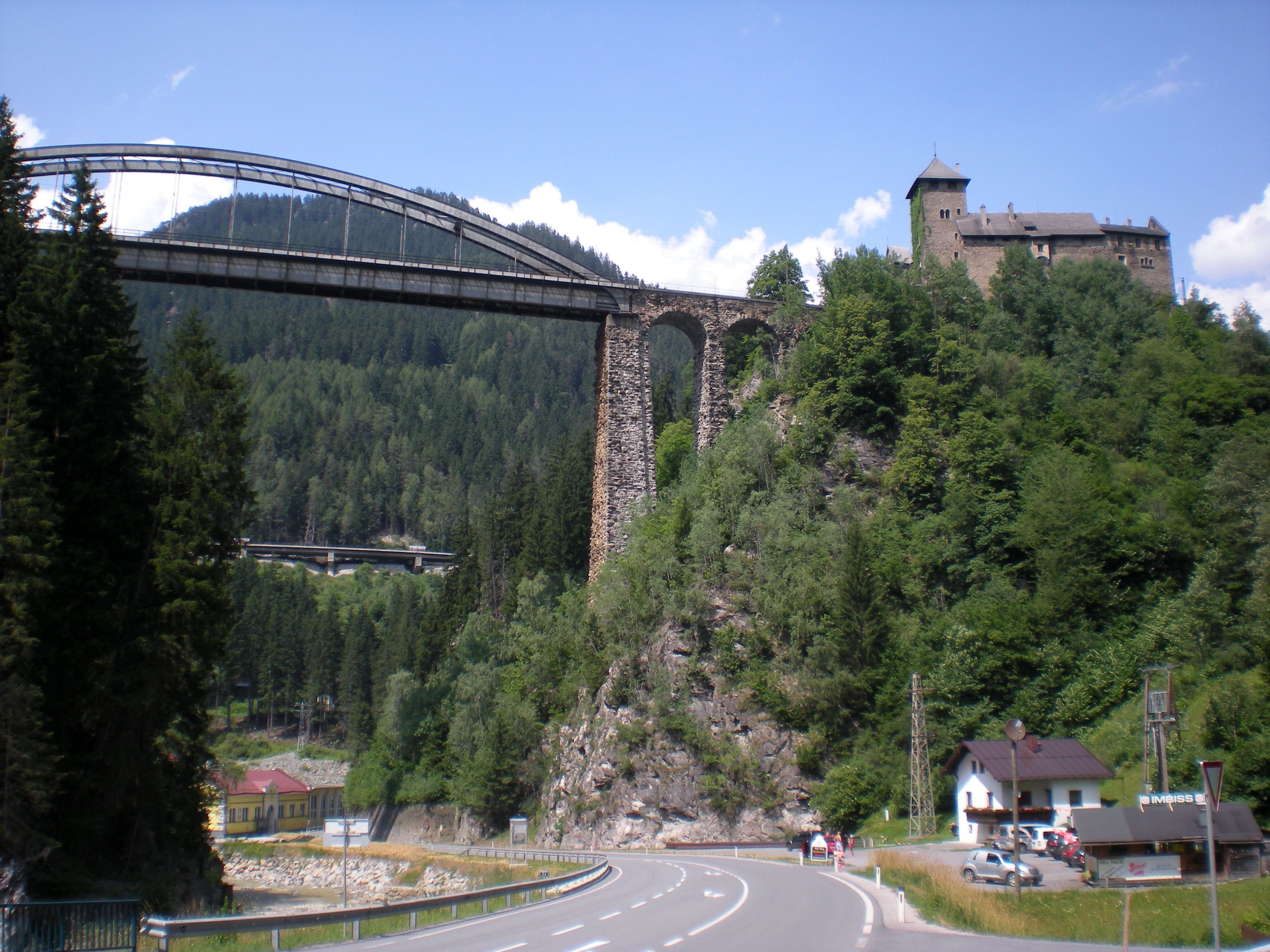
Paznaunstraße am Eingang des Paznaun mit Burg Wiesberg und  Trisannabrücke
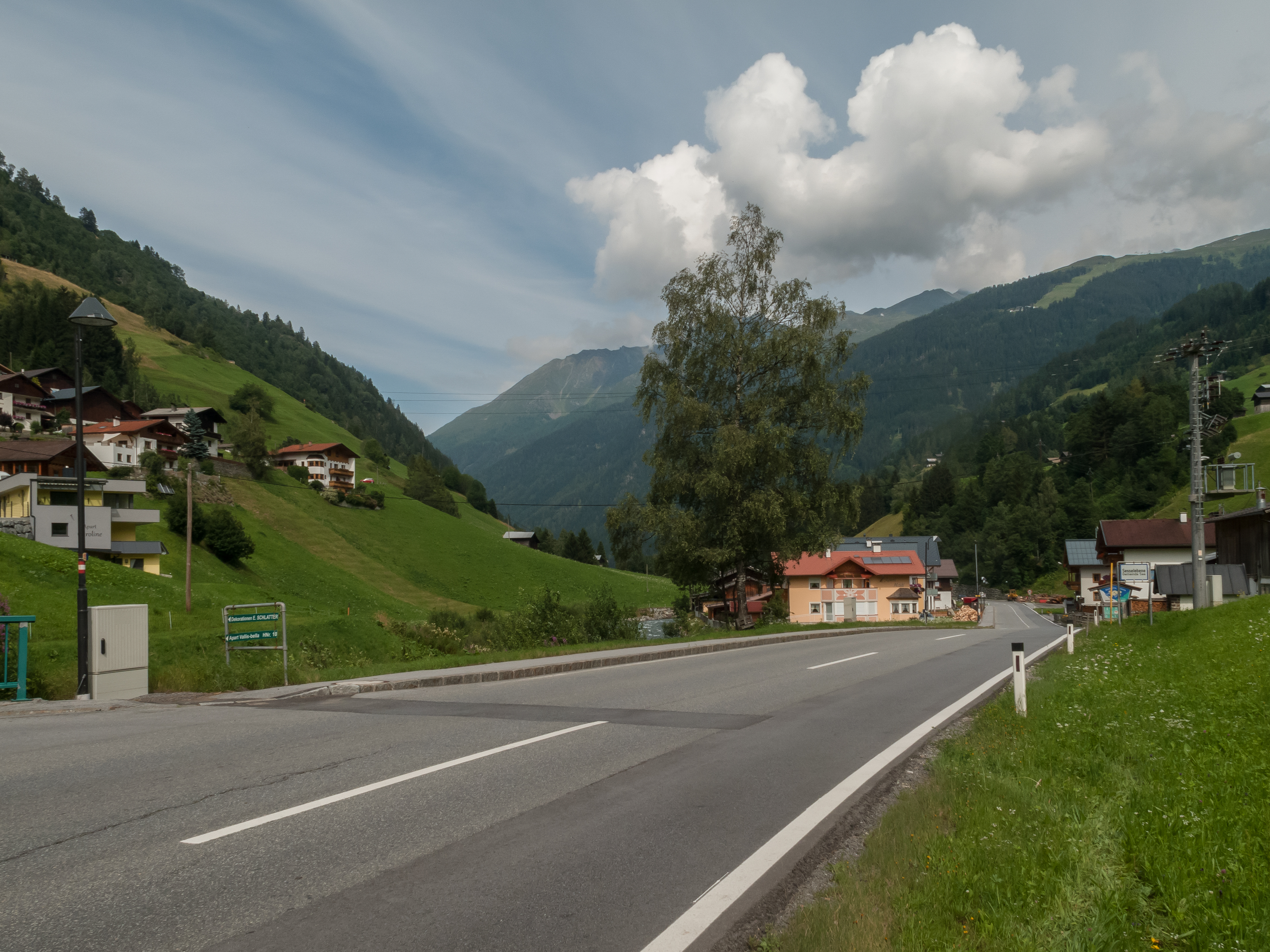
Paznauntalstraße bei Seßlebene (Gemeinde See)
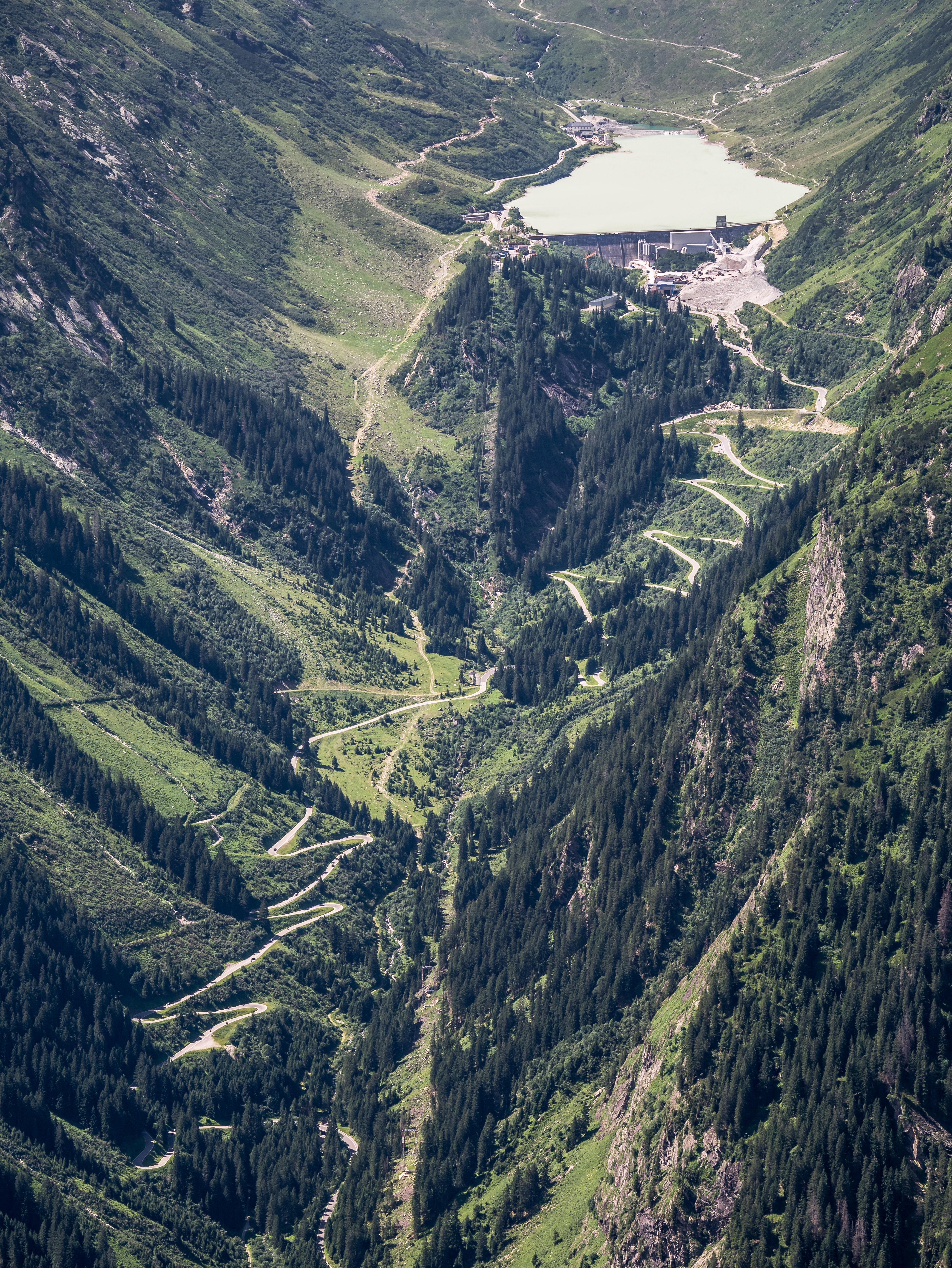
Silvretta Hochalpenstrasse, Vorarlberger Seite im Vermunt
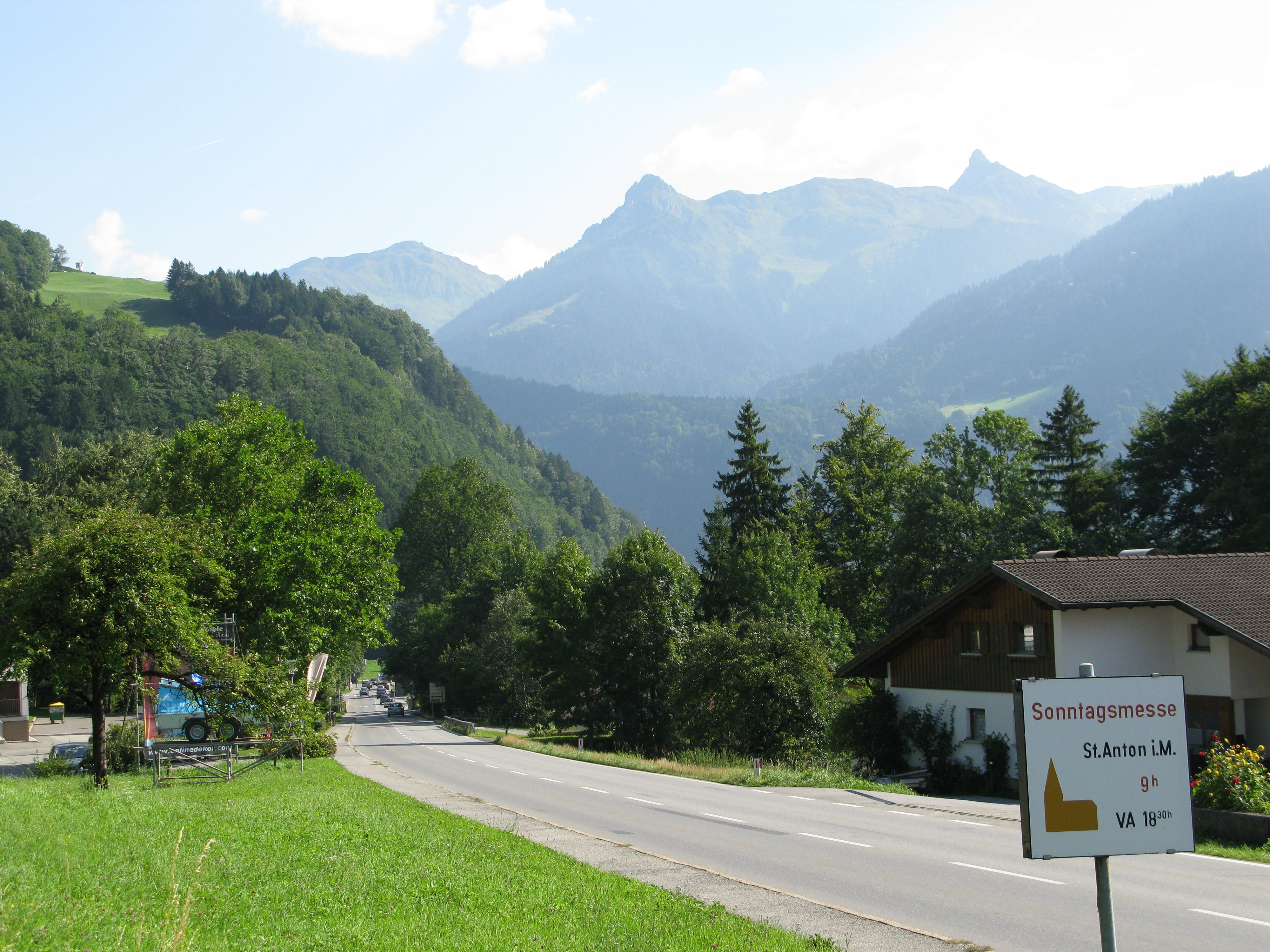
Montafoner Straße bei St. Anton im Montafon